# ГЕС Вільре
ГЕС Вільре — гідроелектростанція у Франції, розташована при виході річки Луара зі східної частини Центрального масиву на рівнину, дещо вище від міста Роанн.
В процесі спорудження гідрокомплексу річку перекрили бетонною арково-гравітаційною греблею висотою 59 метрів та довжиною 469 метрів. Вона утримує витягнуте по долині Луари на 36 км водосховище із об'ємом від 68 до 235 млн м3.
Розташований біля греблі машинний зал обладнано двома турбінами типу Каплан загальною потужністю 65 МВт. При напорі у 45,5 метра вони забезпечують виробництво 167 млн кВт-год на рік.
Можливо відзначити, що гребля зводилась передусім для виконання протипаводкових функцій. Тому в період з 15 вересня по 30 листопада вона повинна підтримувати мінімальний рівень води (304 метри НРМ) на випадок раптової повені. До кінця травня зазначений рівень знаходиться в діапазоні 314—315 метрів НРМ, тоді як літом перепуск води залежить передусім від необхідності підтримки мінімального рівня у Луарі.